# Observatorul de radiație gama Compton
Observatorul de radiație gama Compton- a fost un observator spațial de fotoni cu energii în intervalul 20-30 kev, plasat pe orbită circumterestră în anii 1991-2000. El a fost echipat cu 4 telescoape principale, plasate în cabina spațială, apte pentru observații în raze gama și X. După 14 ani de eforturi observatorul a fost lansat de pe naveta spațială Atlantis în timpul celui de al 8-lea start la 5 aprilie 1991 și a operat pe orbită până la 4 iunie 2000. 
El a fost lansat pe o orbită de altitudine joasă pentru a evita centura de radiație Van Allen. În același timp, a fost cea mai grea instalație astrofizică, lansată pe orbită la acel moment, avînd o greutate de 17 tone. 
Costând 617 mln $,  a făcut parte din seria marelor observatoare NASA, împreună cu Hubble Space Telescope, Observatorul X-Chandra și telescopul spațial Spitzer. A urmat la lansare Telescopului Spațial Hubble. A fost denumit în cinstea lui Arthur Holly Compton, fizician, care a descoperit efectul de deplasare a lungimii de undă, Laureat al Premiului Nobel.A fost construit de către compania TRW, actualmente Northrop Grumman, din Redondo Beach, California. Observatorul a reprezentat o colaborare internațională cu Agenția Europeană Spațială, precum și cu mai multe universități și laboratorul de Cercetări Navale al Statelor Unite. Ca succesor al observatorului a urmat Laboratorul Internațional de astrofizică în raze gama (INTEGRAL), lansat în 2002, misiunea raze gama Swift (2004), și telescopul spațial în raze gama Fermi (2008), care sunt operaționale și în anul 2017.